# Henryk IV. Król Nawarry
Henryk IV. Król Nawarry (oryg. Henri 4) – niemiecko-francuski dramat biograficzno-kostiumowy z 2010 roku w reżyserii Jo Baiera. Film powstał na podstawie powieści Heinricha Manna pt. „Młodość króla Henryka IV”.

## Opis fabuły
Francja, XVI w. Trwa konflikt katolików z hugetonami. Katarzyna Medycejska, by załagodzić spór, proponuje Henrykowi Burbonowi małżeństwo ze swoją córką Małgorzatą. W dniu ślubu do stolicy zjeżdżają tłumy protestantów. Po zakończeniu uroczystości podstępna władczyni wydaje wojsku rozkaz wymordowania gości (Noc św. Bartłomieja). Henryk cudem się ratuje.

## Obsada
- Julien Boisselier jako Henryk IV
- Andreas Schmidt jako du Bartas
- Karl Markovics jako Coligny
- André Hennicke jako Biron
- Joachim Król jako Agrippa
- Devid Striesow jako d'Anjou
- Ulrich Noethen jako Karol IX
- Alda Folch jako Henriette
- Antoine Monot Jr. jako Mayenne
- Hannelore Moger jako Katarzyna Medycejska
- Armelle Deutsch jako Margot
- Sandra Hüller jako Catherine

i inni